# Vladimir Sjuchov

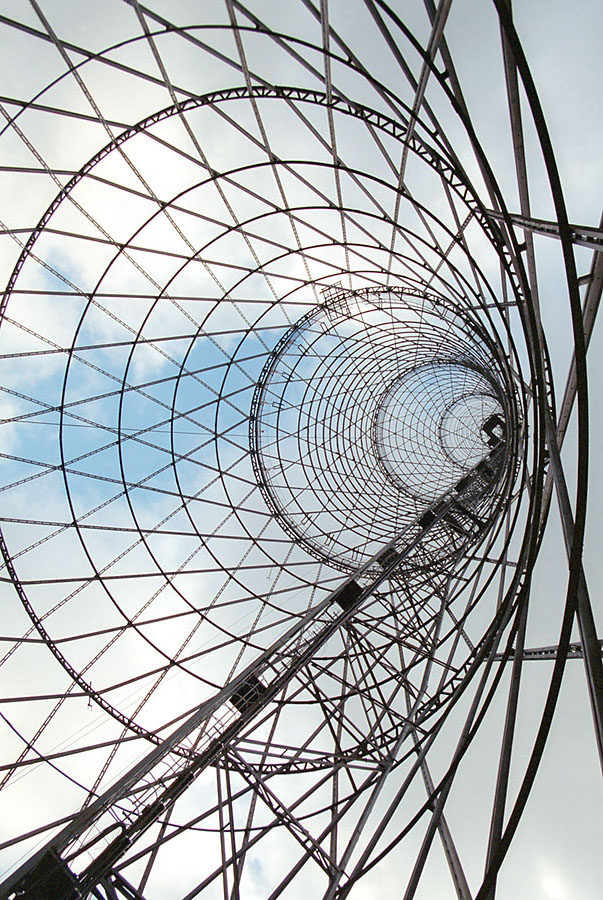
Sjuchovtornet, Moskva

Vladimir Grigorjevitj Sjuchov (ryska Владимир Григорьевич Шухов), född 16 augusti/28 augusti 1853 i Grajvoron nära Belgorod, Kejsardömet Ryssland, död 2 februari 1939 i Moskva, var en rysk ingenjör.
Sjuchov jämförs  ofta  med Edison och Eiffel för sitt innovativa arbete på metalliska strukturer för varuhuset GUM i Moskva.
Redan under sitt liv kallades Sjuchov för Rysslands Leonardo da Vinci. Han fick den officiella titeln ”Ryska imperiets första ingenjör”. Totalt ritade Sjuchov över 500 broar, över 100 vattentorn, talrika masugnar och han uppfann världens första anläggning för oljebrytning. Enligt hans projekt har senare Rysslands första gasledning lagts ut. Sjuchov konstruerade även en mekanisk vridscen för Moskvas konstnärliga teater.

## Eftermäle
Asteroiden 10266 Vladishukhov är uppkallad efter honom.